# Sharon (région)
Pour les articles homonymes, voir Sharon.

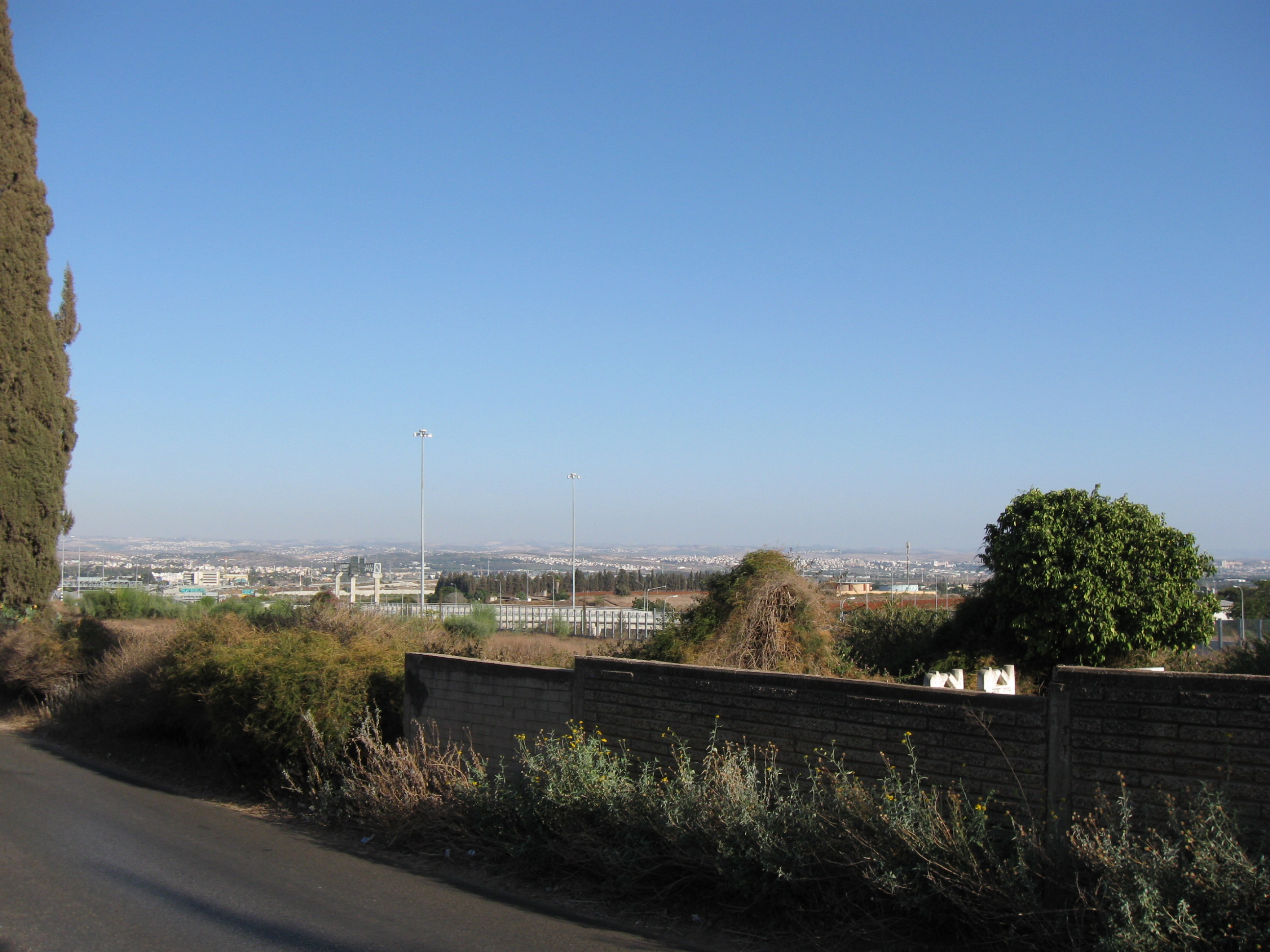
La région de Sharon vue depuis Kfar Saba

Sharon (en hébreu : שרון, translit. : Sārôn) est une région du centre de la côte israélienne. Sa capitale est la ville de Netanya (population de 190 000 habitants environ).
La plaine de Sharon est bordée par la Méditerranée à l'ouest, le Mont Carmel au nord, la Samarie à l'est et l'agglomération de Tel Aviv au sud. La limite sud est la rivière Yarkon.

## Villes principales
- Netanya
- Kfar Saba
- Raanana
- Herzliya
- Hadera
- Hod HaSharon
- Ramat HaSharon
- Pardes Hanna-Karkur
- Binyamina
- Or Akiva
- Tayibe
- Tira
- Qalansawe